# Liste des anciennes communes du Gard
Cette page a pour objectif de retracer toutes les modifications communales dans le département du Gard : les anciennes communes qui ont existé depuis la Révolution française, ainsi que les créations, les modifications officielles de nom, ainsi que les échanges de territoires entre communes.
Dans un département en partie montagneux, et bien que l'exode rural ait été marqué, le tissu communal est resté particulièrement stable depuis plus de 200 ans. Quelques communes de montagne ont été regroupées au début du XIXe siècle (certaines d'entre elles comme Aguzan, Argentières ou encore Nozières ne comptaient qu'une vingtaine d'habitants), suivies d'une vague de création qui s'est prolongée jusqu'à récemment en zone littorale.
De 363 communes en 1800, le nombre a chuté à 343 dès 1820, un nombre inférieur à celui d'aujourd'hui. Depuis lors, les regroupements entre communes n'ont été que ponctuels. Ni la loi Marcellin dans les années 1970, ni le statut de commune nouvelle de 2010 n'ont réussi à redonner un véritable élan dans le mouvement de ces regroupements. À l'inverse, on a assisté à une série de créations, d'abord dans le bassin minier puis dans la plaine et la frange littorale. Aujourd'hui le département compte 350 communes (au 1er janvier 2025).

## Fusions
| Nom de la nouvelle commune          | Communes réunies                                     | Régime                                                        | Date (et nature) de la décision | Date d'effet                   |
| ----------------------------------- | ---------------------------------------------------- | ------------------------------------------------------------- | ------------------------------- | ------------------------------ |
| Thoiras-Corbès                      | Thoiras                                              | commune nouvelle (avec communes déléguées)                    | 6 août 2024 (Arrêté)            | 1er janvier 2025               |
| Thoiras-Corbès                      | Corbès                                               | commune nouvelle (avec communes déléguées)                    | 6 août 2024 (Arrêté)            | 1er janvier 2025               |
| Val-d'Aigoual                       | Valleraugue                                          | commune nouvelle (SANS communes déléguées)                    | 26 septembre 2018 (Arrêté)      | 1er janvier 2019               |
| Val-d'Aigoual                       | Notre-Dame-de-la-Rouvière                            | commune nouvelle (SANS communes déléguées)                    | 26 septembre 2018 (Arrêté)      | 1er janvier 2019               |
| Bréau-Mars                          | Bréau-et-Salagosse                                   | commune nouvelle (SANS communes déléguées depuis le 1-1-2020) | 13 septembre 2018 (Arrêté)      | 1er janvier 2019               |
| Bréau-Mars                          | Mars                                                 | commune nouvelle (SANS communes déléguées depuis le 1-1-2020) | 13 septembre 2018 (Arrêté)      | 1er janvier 2019               |
| Bessèges                            | Bessèges                                             | fusion simple                                                 | 29 mai 1972 (Arrêté)            | 1er juillet 1972               |
| Bessèges                            | Foussignargues                                       | fusion simple                                                 | 29 mai 1972 (Arrêté)            | 1er juillet 1972               |
| La Cadière-et-Cambo                 | La Cadière                                           | fusion                                                        | 27 décembre 1968 (Arrêté)       | 1er janvier 1969               |
| La Cadière-et-Cambo                 | Cambo                                                | fusion                                                        | 27 décembre 1968 (Arrêté)       | 1er janvier 1969               |
| Sumène                              | Sumène                                               | fusion                                                        | 23 janvier 1959 (Arrêté)        | 21 février 1959                |
| Sumène                              | Cézas                                                | fusion                                                        | 23 janvier 1959 (Arrêté)        | 21 février 1959                |
| Brouzet-Liouc                       | Brouzet (rétablie en 1876)                           | fusion (dissoute en 1876)                                     | 3 janvier 1863 (Décret)         | 3 janvier 1863 (Décret)        |
| Brouzet-Liouc                       | Liouc (rétablie en 1876)                             | fusion (dissoute en 1876)                                     | 3 janvier 1863 (Décret)         | 3 janvier 1863 (Décret)        |
| Durfort-et-Saint-Martin-de-Sossenac | Durfort                                              | fusion                                                        | 17 novembre 1862 (Décret)       | 17 novembre 1862 (Décret)      |
| Durfort-et-Saint-Martin-de-Sossenac | Saint-Martin-de-Sossenac                             | fusion                                                        | 17 novembre 1862 (Décret)       | 17 novembre 1862 (Décret)      |
| Gailhan-et-Sardan                   | Gailhan (rétablie en 1871)                           | fusion (dissoute en 1871)                                     | 15 février 1862 (Décret)        | 15 février 1862 (Décret)       |
| Gailhan-et-Sardan                   | Sardan (rétablie en 1871)                            | fusion (dissoute en 1871)                                     | 15 février 1862 (Décret)        | 15 février 1862 (Décret)       |
| Le Vigan                            | Le Vigan                                             | fusion                                                        | 6 juillet 1860 (Loi)            | 6 juillet 1860 (Loi)           |
| Le Vigan                            | La Paroisse-du-Vigan                                 | fusion                                                        | 6 juillet 1860 (Loi)            | 6 juillet 1860 (Loi)           |
| Logrian-et-Comiac-de-Florian        | Logrian                                              | fusion                                                        | 22 novembre 1829 (Ordonnance)   | 22 novembre 1829 (Ordonnance)  |
| Logrian-et-Comiac-de-Florian        | Comiac-de-Florian                                    | fusion                                                        | 22 novembre 1829 (Ordonnance)   | 22 novembre 1829 (Ordonnance)  |
| Laval                               | Laval                                                | fusion                                                        | 23 avril 1825 (Ordonnance)      | 23 avril 1825 (Ordonnance)     |
| Laval                               | Le Mas-Dieu                                          | fusion                                                        | 23 avril 1825 (Ordonnance)      | 23 avril 1825 (Ordonnance)     |
| Laval                               | Saint-Andéol-de-Trouillas                            | fusion                                                        | 2 février 1825 (Ordonnance)     | 2 février 1825 (Ordonnance)    |
| Bez-et-Esparon                      | Bez                                                  | fusion                                                        | 1818                            | 1818                           |
| Bez-et-Esparon                      | Esparon                                              | fusion                                                        | 1818                            | 1818                           |
| Bréau-et-Salagosse                  | Bréau                                                | fusion                                                        | 13 mai 1818 (Ordonnance)        | 13 mai 1818 (Ordonnance)       |
| Bréau-et-Salagosse                  | Salagosse                                            | fusion                                                        | 13 mai 1818 (Ordonnance)        | 13 mai 1818 (Ordonnance)       |
| Malons-et-Elze                      | Malons                                               | fusion                                                        | 21 septembre 1816 (Ordonnance)  | 21 septembre 1816 (Ordonnance) |
| Malons-et-Elze                      | Elze                                                 | fusion                                                        | 21 septembre 1816 (Ordonnance)  | 21 septembre 1816 (Ordonnance) |
| Montaren-et-Saint-Médiers           | Montaren                                             | fusion                                                        | 28 septembre 1815 (Décret)      | 28 septembre 1815 (Décret)     |
| Montaren-et-Saint-Médiers           | Saint-Médiers                                        | fusion                                                        | 28 septembre 1815 (Décret)      | 28 septembre 1815 (Décret)     |
| Moulézan-et-Montagnac               | Moulézan (rétablie en 1947)                          | fusion (dissoute en 1947)                                     | 23 janvier 1815 (Décret)        | 23 janvier 1815 (Décret)       |
| Moulézan-et-Montagnac               | Montagnac (rétablie en 1947)                         | fusion (dissoute en 1947)                                     | 23 janvier 1815 (Décret)        | 23 janvier 1815 (Décret)       |
| Serviers-et-Labaume                 | Serviers                                             | fusion                                                        | 1815                            | 1815                           |
| Serviers-et-Labaume                 | Labaume                                              | fusion                                                        | 1815                            | 1815                           |
| Garrigues-et-Sainte-Eulalie         | Garrigues                                            | fusion                                                        | 10 décembre 1814 (Décret)       | 10 décembre 1814 (Décret)      |
| Garrigues-et-Sainte-Eulalie         | Sainte-Eulalie                                       | fusion                                                        | 10 décembre 1814 (Décret)       | 10 décembre 1814 (Décret)      |
| Sanilhac-et-Sagriès                 | Sanilhac                                             | fusion                                                        | 10 décembre 1814 (Ordonnance)   | 10 décembre 1814 (Ordonnance)  |
| Sanilhac-et-Sagriès                 | Sagriès                                              | fusion                                                        | 10 décembre 1814 (Ordonnance)   | 10 décembre 1814 (Ordonnance)  |
| La Capelle-et-Masmolène             | La Capelle                                           | fusion                                                        | 1814                            | 1814                           |
| La Capelle-et-Masmolène             | Masmolène                                            | fusion                                                        | 1814                            | 1814                           |
| Saint-Privat-des-Vieux              | Saint-Privat-des-Vieux                               | fusion                                                        | 3 décembre 1813 (Décret)        | 3 décembre 1813 (Décret)       |
| Saint-Privat-des-Vieux              | Saint-Alban-et-Mazac                                 | fusion                                                        | 3 décembre 1813 (Décret)        | 3 décembre 1813 (Décret)       |
| Bonnevaux                           | Bonnevaux                                            | fusion                                                        | 8 octobre 1813 (Décret)         | 8 octobre 1813 (Décret)        |
| Bonnevaux                           | Hiverne (rattaché à Aujac en 1836)                   | fusion                                                        | 8 octobre 1813 (Décret)         | 8 octobre 1813 (Décret)        |
| Castelnau-Valence                   | Castelnau                                            | fusion                                                        | 21 septembre 1813 (Décret)      | 21 septembre 1813 (Décret)     |
| Castelnau-Valence                   | Valence                                              | fusion                                                        | 21 septembre 1813 (Décret)      | 21 septembre 1813 (Décret)     |
| Arpaillargues-et-Aureillac          | Arpaillargues                                        | fusion                                                        | 18 septembre 1813 (Décret)      | 18 septembre 1813 (Décret)     |
| Arpaillargues-et-Aureillac          | Aureillac                                            | fusion                                                        | 18 septembre 1813 (Décret)      | 18 septembre 1813 (Décret)     |
| Saint-Jean-de-Maruéjols-et-Avéjan   | Saint-Jean-de-Maruéjols                              | fusion                                                        | 31 janvier 1813 (Décret)        | 31 janvier 1813 (Décret)       |
| Saint-Jean-de-Maruéjols-et-Avéjan   | Avéjan                                               | fusion                                                        | 31 janvier 1813 (Décret)        | 31 janvier 1813 (Décret)       |
| Boucoiran-et-Nozières               | Boucoiran                                            | fusion                                                        | 18 janvier 1813 (Décret)        | 18 janvier 1813 (Décret)       |
| Boucoiran-et-Nozières               | Nozières                                             | fusion                                                        | 18 janvier 1813 (Décret)        | 18 janvier 1813 (Décret)       |
| Campestre-et-Luc                    | Campestre                                            | fusion                                                        | 21 septembre 1812 (Décret)      | 21 septembre 1812 (Décret)     |
| Campestre-et-Luc                    | Luc                                                  | fusion                                                        | 21 septembre 1812 (Décret)      | 21 septembre 1812 (Décret)     |
| Canaules-et-Argentières             | Canaules                                             | fusion                                                        | 15 juin 1812 (Décret)           | 15 juin 1812 (Décret)          |
| Canaules-et-Argentières             | Argentières                                          | fusion                                                        | 15 juin 1812 (Décret)           | 15 juin 1812 (Décret)          |
| Ponteils-et-Brésis                  | Ponteils                                             | fusion                                                        | 4 mai 1812 (Décret)             | 4 mai 1812 (Décret)            |
| Ponteils-et-Brésis                  | Brésis                                               | fusion                                                        | 4 mai 1812 (Décret)             | 4 mai 1812 (Décret)            |
| Saint-Côme-et-Maruéjols             | Saint-Côme                                           | fusion                                                        | 1812                            | 1812                           |
| Saint-Côme-et-Maruéjols             | Maruéjols                                            | fusion                                                        | 1812                            | 1812                           |
| Conqueyrac                          | Conqueyrac                                           | fusion                                                        | 14 novembre 1809 (Décret)       | 14 novembre 1809 (Décret)      |
| Conqueyrac                          | Aguzan                                               | fusion                                                        | 14 novembre 1809 (Décret)       | 14 novembre 1809 (Décret)      |
| Conqueyrac                          | Ceyrac                                               | fusion                                                        | 14 novembre 1809 (Décret)       | 14 novembre 1809 (Décret)      |
| Uzès                                | Uzès                                                 | fusion                                                        | 1795-1800                       | 1795-1800                      |
| Uzès                                | Saint-Firmin                                         | fusion                                                        | 1795-1800                       | 1795-1800                      |
| Aujac                               | Aujac                                                | fusion                                                        | 1790-1794                       | 1790-1794                      |
| Aujac                               | Bordezac (rattaché à Peyremale puis rétabli en 1841) | fusion                                                        | 1790-1794                       | 1790-1794                      |
| Boisset-et-Gaujac                   | Boisset                                              | fusion                                                        | 1790-1794                       | 1790-1794                      |
| Boisset-et-Gaujac                   | Gaujac                                               | fusion                                                        | 1790-1794                       | 1790-1794                      |
| Calvisson                           | Calvisson                                            | fusion                                                        | 1790-1794                       | 1790-1794                      |
| Calvisson                           | Cincens                                              | fusion                                                        | 1790-1794                       | 1790-1794                      |
| Cannes-et-Clairan                   | Cannes                                               | fusion                                                        | 1790-1794                       | 1790-1794                      |
| Cannes-et-Clairan                   | Clairan                                              | fusion                                                        | 1790-1794                       | 1790-1794                      |
| Cruviers-Lascours                   | Cruviers                                             | fusion                                                        | 1790-1794                       | 1790-1794                      |
| Cruviers-Lascours                   | Lascours                                             | fusion                                                        | 1790-1794                       | 1790-1794                      |
| Jonquières-Saint-Vincent            | Jonquières                                           | fusion                                                        | 1790-1794                       | 1790-1794                      |
| Jonquières-Saint-Vincent            | Saint-Vincent                                        | fusion                                                        | 1790-1794                       | 1790-1794                      |
| Junas                               | Junas                                                | fusion                                                        | 1790-1794                       | 1790-1794                      |
| Junas                               | Gavernes                                             | fusion                                                        | 1790-1794                       | 1790-1794                      |
| Lussan                              | Lussan                                               | fusion                                                        | 1790-1794                       | 1790-1794                      |
| Lussan                              | Valcrose                                             | fusion                                                        | 1790-1794                       | 1790-1794                      |
| Nages-et-Solorgues                  | Nages                                                | fusion                                                        | 1790-1794                       | 1790-1794                      |
| Nages-et-Solorgues                  | Solorgues                                            | fusion                                                        | 1790-1794                       | 1790-1794                      |
| Nîmes                               | Nîmes                                                | fusion                                                        | 1790-1794                       | 1790-1794                      |
| Nîmes                               | Courbessac                                           | fusion                                                        | 1790-1794                       | 1790-1794                      |
| Nîmes                               | Saint-Cézaire                                        | fusion                                                        | 1790-1794                       | 1790-1794                      |
| Quissac                             | Quissac                                              | fusion                                                        | 1790-1794                       | 1790-1794                      |
| Quissac                             | Galbiac                                              | fusion                                                        | 1790-1794                       | 1790-1794                      |
| Quissac                             | Saint-Jean-de-Roques                                 | fusion                                                        | 1790-1794                       | 1790-1794                      |
| Rochegude                           | Rochegude                                            | fusion                                                        | 1790-1794                       | 1790-1794                      |
| Rochegude                           | Saint-Martin-de-Mannas                               | fusion                                                        | 1790-1794                       | 1790-1794                      |
| Saint-Just-et-Vacquières            | Saint-Just                                           | fusion                                                        | 1790-1794                       | 1790-1794                      |
| Saint-Just-et-Vacquières            | Vacquières                                           | fusion                                                        | 1790-1794                       | 1790-1794                      |
| Salinelles                          | Salinelles                                           | fusion                                                        | 1790-1794                       | 1790-1794                      |
| Salinelles                          | Montredon                                            | fusion                                                        | 1790-1794                       | 1790-1794                      |
| Sardan                              | Sardan                                               | fusion                                                        | 1790-1794                       | 1790-1794                      |
| Sardan                              | Poujols                                              | fusion                                                        | 1790-1794                       | 1790-1794                      |
| Souvignargues                       | Souvignargues                                        | fusion                                                        | 1790-1794                       | 1790-1794                      |
| Souvignargues                       | Saint-Étienne-d'Escattes                             | fusion                                                        | 1790-1794                       | 1790-1794                      |
| Villevieille                        | Villevieille                                         | fusion                                                        | 1790-1794                       | 1790-1794                      |
| Villevieille                        | Fondres                                              | fusion                                                        | 1790-1794                       | 1790-1794                      |

## Créations et rétablissements
| Nom de la commune créée | Commune affectée           | Mode de création                             | Date (et nature) de la décision           | Date d'effet                              |
| ----------------------- | -------------------------- | -------------------------------------------- | ----------------------------------------- | ----------------------------------------- |
| Rodilhan                | Bouillargues               | Démembrement                                 | 27 mai 1961 (Arrêté)                      | 20 septembre 1961                         |
| Saint-Paul-les-Fonts    | Connaux                    | Démembrement                                 | 27 janvier 1949 (Arrêté)                  | 30 mars 1949                              |
| Moulézan                | Moulézan-et-Montagnac      | Démembrement et suppression (rétablissement) | 10 septembre 1947 (Arrêté)                | 1er octobre 1947                          |
| Montagnac               | Moulézan-et-Montagnac      | Démembrement et suppression (rétablissement) | 10 septembre 1947 (Arrêté)                | 1er octobre 1947                          |
| Foussignargues          | Gagnières                  | Démembrement                                 | 8 juillet 1926 (Loi) 7 mars 1928 (Loi)    | 8 juillet 1926 (Loi) 7 mars 1928 (Loi)    |
| Le Martinet             | Saint-Florent-sur-Auzonnet | Démembrement                                 | 18 juillet 1921 (Loi)                     | 18 juillet 1921 (Loi)                     |
| Caissargues             | Bouillargues               | Démembrement                                 | 7 janvier 1904 (Loi)                      | 7 janvier 1904 (Loi)                      |
| Molières-sur-Cèze       | Meyrannes                  | Démembrement                                 | 16 mars 1882 (Loi)                        | 16 mars 1882 (Loi)                        |
| Molières-sur-Cèze       | Robiac                     | Démembrement                                 | 16 mars 1882 (Loi)                        | 16 mars 1882 (Loi)                        |
| Molières-sur-Cèze       | Saint-Jean-de-Valériscle   | Démembrement                                 | 16 mars 1882 (Loi)                        | 16 mars 1882 (Loi)                        |
| Le Grau-du-Roi          | Aigues-Mortes              | Démembrement                                 | 18 juillet 1879 (Loi)                     | 18 juillet 1879 (Loi)                     |
| Brouzet                 | Brouzet-Liouc              | Démembrement et suppression (rétablissement) | 1876                                      | 1876                                      |
| Liouc                   | Brouzet-Liouc              | Démembrement et suppression (rétablissement) | 1876                                      | 1876                                      |
| Gailhan                 | Gailhan-et-Sardan          | Démembrement et suppression (rétablissement) | 1871                                      | 1871                                      |
| Sardan                  | Gailhan-et-Sardan          | Démembrement et suppression (rétablissement) | 1871                                      | 1871                                      |
| La Vernarède            | Chambon                    | Démembrement                                 | 20 novembre 1869 (Arrêté)                 | 20 novembre 1869 (Arrêté)                 |
| La Vernarède            | Portes                     | Démembrement                                 | 20 novembre 1869 (Arrêté)                 | 20 novembre 1869 (Arrêté)                 |
| Bessèges                | Castillon-de-Gagnières     | Démembrement                                 | 19 juin 1857 (Loi)                        | 19 juin 1857 (Loi)                        |
| Bessèges                | Robiac                     | Démembrement                                 | 19 juin 1857 (Loi)                        | 19 juin 1857 (Loi)                        |
| Sauveterre              | Roquemaure                 | Démembrement                                 | 21 mai 1850 (Loi)                         | 21 mai 1850 (Loi)                         |
| La Grand-Combe          | Les Salles-du-Gardon       | Démembrement                                 | 17 juin 1846 (Loi)                        | 17 juin 1846 (Loi)                        |
| La Grand-Combe          | Laval                      | Démembrement                                 | 17 juin 1846 (Loi)                        | 17 juin 1846 (Loi)                        |
| La Grand-Combe          | Portes                     | Démembrement                                 | 17 juin 1846 (Loi)                        | 17 juin 1846 (Loi)                        |
| La Grand-Combe          | Sainte-Cécile-d'Andorge    | Démembrement                                 | 17 juin 1846 (Loi)                        | 17 juin 1846 (Loi)                        |
| Bordezac                | Peyremale                  | Démembrement (rétablissement)                | 14 juin 1841 (Ordonnance)                 | 14 juin 1841 (Ordonnance)                 |
| Chambon                 | Portes                     | Démembrement                                 | 21 octobre 1839 (Ordonnance)              | 21 octobre 1839 (Ordonnance)              |
| Chambon                 | Sénéchas                   | Démembrement                                 | 21 octobre 1839 (Ordonnance)              | 21 octobre 1839 (Ordonnance)              |
| Garons                  | Bouillargues               | Démembrement                                 | 19 octobre 1835 (Ordonnance)              | 19 octobre 1835 (Ordonnance)              |
| Les Mages               | Saint-Jean-de-Valériscle   | Démembrement                                 | 25 septembre 1834 (Ordonnance)            | 25 septembre 1834 (Ordonnance)            |
| Peyremale               | Portes                     | Démembrement                                 | 1830                                      | 1830                                      |
| Les Salles-du-Gardon    | Laval                      | Démembrement                                 | 2 février 1825 (Ordonnance)               | 2 février 1825 (Ordonnance)               |
| Masmolène               | La Capelle                 | Démembrement                                 | 30 juin 1802 (Arrêté) (11 messidor an 10) | 30 juin 1802 (Arrêté) (11 messidor an 10) |
| Aulas                   | Arphy                      | Démembrement                                 | 1800                                      | 1800                                      |

## Modifications de nom officiel
| Ancien nom                     | Nouveau nom                    | Date (et nature) de la décision                                            |
| ------------------------------ | ------------------------------ | -------------------------------------------------------------------------- |
| Peyrolles                      | Peyrolles-en-Cévennes          | 8 janvier 2025 (Décret)                                                    |
| Saint-Christol-lès-Alès        | Saint-Christol-lez-Alès        | 1er mars 2019 (Date d'effet) Rectification d'erreur par l'INSEE            |
| Saint-Dionizy                  | Saint-Dionisy                  | 22 mars 2011 (Décret)                                                      |
| Peyroles                       | Peyrolles                      | 7 juillet 2006 (Décret)                                                    |
| Laudun                         | Laudun-l'Ardoise               | 1er février 2001 (Décret)                                                  |
| Allègre                        | Allègre-les-Fumades            | 30 novembre 1998 (Décret)                                                  |
| Saint-Sauveur-des-Pourcils     | Saint-Sauveur-Camprieu         | 13 mai 1987 (Décret)                                                       |
| Robiac                         | Robiac-Rochessadoule           | 13 avril 1983 (Décret)                                                     |
| Garrigues-et-Sainte-Eulalie    | Garrigues-Sainte-Eulalie       | 1er janvier 1982 (Date d'effet) Commission de révision du nom des communes |
| Jonquières-et-Saint-Vincent    | Jonquières-Saint-Vincent       | 1er janvier 1982 (Date d'effet) Commission de révision du nom des communes |
| Orthoux-Sérignac-et-Quilhan    | Orthoux-Sérignac-Quilhan       | 1er janvier 1982 (Date d'effet) Commission de révision du nom des communes |
| Saint-Cézaire-de-Gauzignan     | Saint-Césaire-de-Gauzignan     | 1er janvier 1982 (Date d'effet) Commission de révision du nom des communes |
| Saint-Étienne-de-Lolm          | Saint-Étienne-de-l'Olm         | 1er janvier 1982 (Date d'effet) Commission de révision du nom des communes |
| Sanilhac-et-Sagriès            | Sanilhac-Sagriès               | 1er janvier 1982 (Date d'effet) Commission de révision du nom des communes |
| Brouzet                        | Brouzet-lès-Quissac            | 23 avril 1976 (Décret)                                                     |
| Logrian-et-Comiac-de-Florian   | Logrian-Florian                | 23 avril 1976 (Décret)                                                     |
| Saint-Sébastien                | Saint-Sébastien-d'Aigrefeuille | 23 avril 1976 (Décret)                                                     |
| Vers                           | Vers-Pont-du-Gard              | 4 août 1971 (Décret)                                                       |
| Grand-Gallargues               | Gallargues-le-Montueux         | 29 août 1969 (Décret)                                                      |
| Saint-Bonnet                   | Saint-Bonnet-du-Gard           | 19 juillet 1962 (Décret)                                                   |
| Saint-Bonnet                   | Saint-Bonnet-de-Salendrinque   | 10 mai 1962 (Décret)                                                       |
| Saint-Florent                  | Saint-Florent-sur-Auzonnet     | 17 décembre 1958 (Décret)                                                  |
| Branoux                        | Branoux-Les-Taillades          | 27 avril 1956 (Décret) ,                                                   |
| Saint-Julien-de-Valgalgues     | Saint-Julien-les-Rosiers       | 29 juillet 1955 (Décret)                                                   |
| Laval                          | Laval-Pradel                   | 19 août 1937 (Décret)                                                      |
| La Roque                       | La Roque-sur-Cèze              | 19 décembre 1936 (Décret)                                                  |
| Saint-Christol                 | Saint-Christol-lez-Alès        | 15 décembre 1926 (Décret)                                                  |
| Alais                          | Alès                           | 29 juillet 1926 (Décret)                                                   |
| Brouzet-lès-Alais              | Brouzet-lès-Alès               | 29 juillet 1926 (Décret)                                                   |
| Méjannes-lès-Alais             | Méjannes-lès-Alès              | 29 juillet 1926 (Décret)                                                   |
| Castillon-de-Gagnières         | Gagnières                      | 11 janvier 1922 (Décret)                                                   |
| Ribaute                        | Ribaute-les-Tavernes           | 10 février 1911 (Décret)                                                   |
| La Rouvière                    | Notre-Dame-de-la-Rouvière      | 3 décembre 1903 (Décret)                                                   |
| Orthoux-et-Quilhan             | Orthoux-Sérignac-et-Quilhan    | 27 juillet 1898 (Décret)                                                   |
| Molières                       | Molières-Cavaillac             | 26 janvier 1894 (Décret)                                                   |
| Bagnols                        | Bagnols-sur-Cèze               | 27 juillet 1891 (Décret)                                                   |
| Rochefort                      | Rochefort-du-Gard              | 17 juillet 1891 (Décret)                                                   |
| Saint-Mamert                   | Saint-Mamert-du-Gard           | 8 décembre 1887 (Décret)                                                   |
| Brouzet                        | Brouzet-lès-Alais              | 30 juillet 1886 (Décret)                                                   |
| Saint-Quentin                  | Saint-Quentin-la-Poterie       | 30 juillet 1886 (Décret)                                                   |
| Saint-Marcel de Fontfouillouse | Les Plantiers                  | 10 mars 1874 (Décret)                                                      |
| Saint-Martin-de-Corconnac      | L'Estréchure                   | 3 février 1873 (Décret)                                                    |
| Blannaves                      | Branoux                        | 9 janvier 1869 (Décret)                                                    |
| Castillon                      | Castillon-de-Gagnières         | 14 juin 1841 (Ordonnance)                                                  |
| Saint-Gilles-les-Boucheries    | Saint-Gilles                   | 14 décembre 1836 (Ordonnance)                                              |
| Massillargues                  | Massillargues-Attuech          | 26 juin 1836 (Ordonnance)                                                  |
| Bonnevaux-et-Hiverne           | Bonnevaux                      | 1836                                                                       |
| Vestric                        | Vestric-et-Candiac             | 1808                                                                       |

## Modifications de limites communales
Les modifications des limites communales décidées par arrêtés préfectoraux ne sont pas répertoriées dans le Journal officiel ni dans le Bulletin officiel.
| La commune de ...                                    | ... cède du territoire à la commune de ...           | précisions                                                                                             | Date (et nature) de la décision          |
| ---------------------------------------------------- | ---------------------------------------------------- | --- | ---------------------------------------- |
| Les Angles                                           | Avignon (département du Vaucluse)                    | Une section d'une superficie de 7 ha 9 a 6 ca et une section fluviale (du Rhône) de 5 ha 45 a          | 14 mai 2007 (Décret)                     |
| Caissargues                                          | Saint-Gilles                                         | Superficie de 32 ha 61 a 90 ca                                                                         | 7 juillet 1981 (Décret) ,                |
| Saint-Gilles                                         | Caissargues                                          | 12 habitants Superficie de 24 ha 87 a 10 ca                                                            | 7 juillet 1981 (Décret) ,                |
| Cendras                                              | Saint-Martin-de-Valgalgues                           | Superficie de 13 ha 67 a 30 ca                                                                         | 12 juin 1980 (Décret)                    |
| Nîmes                                                | Caissargues                                          | 16 habitants                                                                                           | 28 mars 1966 (Arrêté)                    |
| Nîmes                                                | Rodilhan                                             | 11 habitants                                                                                           | 27 janvier 1964 (Arrêté)                 |
| Robiac                                               | Molières-sur-Cèze                                    | Hameaux de Perret, la Granerie et Chantelouve 270 habitants                                            | 22 juillet 1963 (Décret)                 |
| Robiac                                               | Bessèges                                             | 51 habitants                                                                                           | 7 mars 1962 (Arrêté)                     |
| Orthoux-Sérignac-et-Quilhan                          | Vic-le-Fesq                                          | 13 habitants                                                                                           | 7 juin 1961 (Arrêté)                     |
| Saint-Roman-de-Codières                              | Sumène                                               | 10 habitants                                                                                           | 22 février 1961 (Arrêté)                 |
| Monoblet                                             | Colognac                                             | Lieux-dits de Camplat, la Coulette, la Baraque, Pradoux, Fougueirolle, Aire, Sèque et Terre-d'Auzilhon | 30 janvier 1959 (Arrêté)                 |
| Les Plantiers                                        | Saint-André-de-Valborgne                             | Hameau de Tourgueille                                                                                  | 17 juin 1953 (Arrêté)                    |
| Saint-Jean-de-Maruéjols Rochegude                    | Rochegude Saint-Jean-de-Maruéjols                    | | 20 avril 1950 (Arrêté)                   |
| Malons-et-Elze                                       | Ponteils-et-Brésis                                   | Hameaux de Thomas, Serres, Bassoul, Rimbal et les Arnals                                               | 26 août 1880 (Décret)                    |
| Bordezac                                             | Bessèges                                             | Hameau de Lalle                                                                                        | 18 mai 1864 (Loi)                        |
| Portes                                               | La Grand-Combe                                       | Village de Champelauson                                                                                | 24 juillet 1860 (Loi)                    |
| Rousson                                              | Salindres                                            | | 19 mai 1859 (Loi)                        |
| Castillon                                            | Courry                                               | Section de Reboul                                                                                      | 5 juin 1844 (Loi)                        |
| Bonnevaux-et-Hiverne                                 | Aujac                                                | Hameau de Hiverne                                                                                      | 1836                                     |
| Les Angles                                           | Avignon (département du Vaucluse)                    | | 8 juillet 1806 (Décret)                  |
| Labastide-de-Virac (département de l'Ardèche) Barjac | Barjac Labastide-de-Virac (département de l'Ardèche) | | 6 juin 1805 (Décret) (17 prairial an 13) |